# 花巻市立宮野目小学校
花巻市立宮野目小学校（はなまきしりつ みやのめしょうがっこう）は、岩手県花巻市西宮野目にある公立小学校。

## 沿革

### この節の出典[1]
- 1874年（明治7年）- 区内に4校、小学校創立。
- 1887年 -  区内小学校合併として本校創立。
- 1889年 - 羽々尋常小学校を宮野目小学校と改称。
- 1897年 -  高等科併設。
- 1963年11月19日 - 花巻空港設置に伴い現在地に新築移転。
- 1965年3月25日 - 全校舎完成。
  - 6月 - 落成式を挙行。
- 1968年8月4日 - プール竣工。
- 1976年2月25日 - 校舎増築。
- 1986年9月 - 大規模改修（屋根掛・トイレ）
- 1989年4月 - 体育館屋根塗装替え。
- 1990年1月 - 家庭科室改装。調理台新設。
- 1994年3月 - 屋内運動場竣工。
- 1998年8月 - 校舎改修移転。
- 1999年2月 - 新校舎完成。
- 2001年4月 - 旧校舎跡地記念碑建立。
- 2003年3月 - プール竣工。

## 学校行事
主な行事を掲載。
- 4月 - 始業式、紹介式、入学式、授業参観、1年生を迎える会、避難訓練
- 5月 - 大運動会
- 6月 - 6年 修学旅行、授業参観
- 7月 - 終業式、夏休み
- 8月 - 始業式
- 9月 - 避難訓練、5年 野外活動、花巻まつり、陸上記録会
- 10月 - 4年 市内音楽発表会、学習発表会
- 11月 - 授業参観、避難訓練
- 12月 - 終業式、冬休み
- 1月 - 始業式
- 2月 - 授業参観、6年生を送る会
- 3月 - 修了式、卒業式、離任式

## 交通
- JR東北本線花巻空港駅より徒歩約29分（約2.9km）
- 岩手県交通バス宮野目振興センター前バス停より徒歩1分（約0m）